# أنثروبولوجيا التنمية
أنثروبولوجيا التنمية (بالإنجليزية: Anthropology of development): مصطلح يُطبَّق على بنية العمل الأنثروبولوجي الذي يدرس التنمية من منظور ناقد. يمكن استخلاص نوع القضايا المتناولة والآثار المترتبة على النَهج المُتَّبع عادةً من قائمة التساؤلات التي طرحها غاو عام (1996). تشمل هذه التساؤلات، علماء الأنثروبولوجيا الذين يتساءلون لماذا يزداد الفقر إذا كان أحد الأهداف التنموية الرئيسة هو تخفيف حدة الفقر؟ لماذا توجد فجوة كهذه بين الخطط والنتائج؟ لماذا هؤلاء الذين يعملون في مجال التنمية على استعداد تام لتجاهل التاريخ والدروس التي قد يقدمها؟ لماذا تكون التنمية مدفوعة خارجيًا بدلًا من أن يكون لها أساس داخلي؟ باختصار، لماذا تفشل هذه التنمية المخطط لها بجهد؟
فُرِّق هذا النوع من أنثروبولوجيا التنمية عن الأنثروبولوجيا التنموية. يشير مصطلح الأنثروبولوجيا التنموية إلى وجهات النظر الأنثروبولوجية المطبقة على فرع دراسات التنمية متعدد التخصصات. وتتخذ من التنمية الدولية والمساعدة الدولية أهدافًا رئيسة لها. في هذا الفرع من الأنثروبولوجيا، يشير مصطلح التنمية إلى النشاط الاجتماعي الذي يقوم به مختلف العاملين (كالمؤسسات والعمل التجاري والمشاريع والدول والمتطوعين المستقلين) الذين يحاولون تعديل الحياة الاقتصادية والتقنية والسياسية و/أو الاجتماعية في مكان معين في العالم، بالأخص المناطق الفقيرة التي استُعمرت سابقًا.
يشترك علماء الأنثروبولوجيا التنمويون بالتزامهم بالنقد والإسهام المتزامنين في المشاريع والمؤسسات التي تنشئ وتدير المشاريع الغربية الرامية لتحسين الرفاهية الاقتصادية لأكثر الفئات تهميشًا وللقضاء على الفقر. ولئن كان بعض المنظرين يميزون بين «أنثروبولوجيا التنمية» (حيث التنمية هي موضوع الدراسة) والأنثروبولوجيا التنموية (بصفتها ممارسة مطبقة)، فإن هذا التمييز يُعتبر على نحو متزايد فكرة عفا عليها الزمن.

## النُهج المبكرة للتنمية
يصف البعض النقد الأنثروبولوجي للتنمية بأنه نواة لنظرية التحديث واستئصال للثقافة الأصلية، لكن يُعد هذا الوصف اختزاليًا للغاية ولا يصف غالبية عمل البحث العلمي. والواقع أن أغلب علماء الأنثروبولوجيا الذين يعملون في المناطق المنكوبة بالفقر يرغبون بالحصول على نفس القدر من الراحة الاقتصادية الخاصة بالأشخاص الذين يدرسونهم كصُنّاع السياسات، بيد أنهم يشعرون رغم ذلك بالقلق إزاء الافتراضات والنماذج التي تستند إليها تدخلات التنمية. ينظر علماء الأنثروبولوجيا وغيرهم من ناقدي مشاريع التنمية إلى التنمية الغربية بحد ذاتها باعتبارها نتاجًا للثقافة الغربية التي لا بد من تنقيحها حتى يتسنى لها أن تساعد بشكل أفضل أولئك الذين تدّعي مساعدتهم. لذا فإن المشكلة لا تتمحور حول استبعاد الأسواق للثقافة، بل حول النقاط العمياء الأساسية في الثقافة التنموية الغربية بعينها. وبهذا فإن الانتقادات تركز غالبًا على التحيز الثقافي والنقاط العمياء لمؤسسات التنمية الغربية، أو نماذج التحديث التي: تمثل المجتمعات غير الغربية منهجيًا بصفتها أكثر انتقاصًا من الغرب، وتفترض على نحو خاطئ أن الأنماط الغربية للإنتاج والعمليات التاريخية قابلة للتكرار في جميع الظروف، أو أن هذا لا يأخذ بعين الاعتبار مئات السنين من الاستغلال الاستعماري من جانب الغرب الذي كان يميل إلى تدمير موارد المجتمع المُستَعمر السابق. والأهم من ذلك، يجادل علماء الأنثروبولوجيا بأن التنمية المستدامة تتطلب على أقل تقدير تضمين الأشخاص الذين يستهدفهم المشروع لإشراكهم في عملية الإنشاء والإدارة وصناعة القرار في خلق المشروع من أجل تحسين التنمية.

### ما قبل الحرب العالمية الثانية: معهد رودس ليفينغستون
أنشأت الحكومة البريطانية معهد رودس ليفينغستون  عام 1937 لإجراء بحوث العلوم الاجتماعية في منطقة وسط أفريقيا البريطانية. كان جزءًا من المؤسسة الاستعمارية، على الرغم من أن رئيسه -عالم الأنثروبولوجيا ماكس غلوكمان- كان ناقدًا للحكم الاستعماري. رفض غلوكمان وصف الاستعمار بأنه حالة بسيطة من «الاتصال الثقافي» لأنه لم يكن مجرد حالة ثقافات تؤثر ببعضها، بل اندماجًا قسريًا للأفارقة ضمن نظام اجتماعي وسياسي واقتصادي أجنبي. كان علماء الأنثروبولوجيا في المعهد أعضاء أساسيين في ما أصبح يعرف باسم «كلية مانشستر» للأنثروبولوجيا التي اشتُهرت ببحثها حول قضايا العدالة الاجتماعية مثل التمييز العنصري والصراع الطبقي.

### ثقافة الفقر
حقق مصطلح «ثقافة الفقر الفرعية» (الذي اختُصر لاحقًا إلى «ثقافة الفقر») أول ظهور بارز له في دراسة الإثنوغرافيا خمس عائلات: دراسات حالة مكسيكية في ثقافة الفقر (1959) بقلم عالم الأنثروبولوجيا أوسكار لويس. كان لويس يكافح من أجل تقديم «الفقراء» كقضايا شرعية قد أفسد الفقر حياتهم. ناقش لويس أنه رغم كون أعباء الفقر أعباء نظامية مفروضة على أفراد المجتمع هؤلاء، فإنها تؤدي إلى تكوين ثقافة فرعية مستقلة مع تربية الأطفال على السلوك والمواقف التي ترسّخ عجزهم عن الخروج من الطبقة الدنيا. في علم الاجتماع والأنثروبولوجيا خلق هذا المفهوم ردة فعل عنيفة لدى العلماء دفعتهم إلى التخلي عن المبرِّرات الثقافية والأوصاف السلبية للفقر، خشية أن يُفهم مثل هذا التحليل على أنه «لوم الضحية».

### نظرية التحديث ونقادها
كان والت روستو أكثر منظري التحديث تأثيرًا في التنمية، ركّز كتابه مراحل النمو الاقتصادي: البيان غير الشيوعي (1960) على الجانب الاقتصادي من التحديث، بالأخص العوامل اللازمة كي تصل دولة ما إلى مرحلة «الانطلاق» من أجل النمو المستدام ذاتيًا. ناقش أن المناطق المعاصرة المتخلفة إنمائيًا تمرّ في وضع مماثل لحالة المناطق المعاصرة المتقدمة في وقت ما من الماضي، ولذلك فإن مهمة مساعدة انتشال المناطق المتخلفة من الفقر تتمثل بالتعجيل بها على هذا المسار المشترك المفترض للتنمية عبر وسائل مختلفة مثل الاستثمار ونقل التكنولوجيا والاندماج بشكل أوثق في السوق العالمية. وقد افترض نموذج روستو التنموي أحادي الاتجاه أن جميع المجتمعات ستتقدم في المراحل نفسها إلى الحداثة المحددة من قِبل الغرب. يفترض النموذج أن النمو الاقتصادي يحدث في خمس مراحل أساسية متفاوتة الطول:
1. المجتمع التقليدي.
2. الشروط السابقة للانطلاق.
3. الانطلاق.
4. الدافع إلى النضج.
5. عصر الاستهلاك الجماهيري الكبير.

كما يتّضح من عنوان كتابه، سعى روستو إلى تقديم تفنيد رأسمالي لنماذج النمو الماركسية أحادية الاتجاه المتَّبعة في الأنظمة الشيوعية المستقلة حديثًا في العالم الثاني والثالث، وهو مجهود من شأنه أن يقود إلى «الثورة الخضراء» لمكافحة «الثورة الحمراء».

### جورج دالتون والموضوعيون
طبّق جورج دالتون الأفكار الاقتصادية الموضوعية لكارل بولاني على الأنثروبولوجيا الاقتصادية وقضايا التنمية. يشرح النَهَج موضوعي الأساليب التي انصهرت بها الأنشطة الاقتصادية في المجتمعات غير السوقية بمؤسسات اجتماعية أخرى غير اقتصادية مثل القرابة والدين والعلاقات السياسية. ثم انتقد النموذج الاقتصادي الشكلي لروستو. ألّف كتاب «التطور دون تنمية: دراسة استقصائية اقتصادية لليبيريا» (1996 ، بالتعاون مع روبرت دبليو. كلاور) و«الأنثروبولوجيا الاقتصادية والتنمية: مقالات عن اقتصادات القبائل والفلاحين» (1971).

### نظرية التبعية
نشأت التبعية بوصفها نظرية في أميركا اللاتينية استجابةً لنظرية التحديث. تقترح أن الموارد تتدفق من «هامش» من الدول الفقيرة والمتخلفة إلى «نواة» من الدول الغنية، ما يساهم بإثراء الدول الغنية على حساب الدول الفقيرة. تتمثل نقطة الخلاف الرئيسة في نظرية التبعية في أن الدول الفقيرة تزداد فقرًا والدول الغنية تزداد ثراءً بالطريقة التي تُدمج بها الدول الفقيرة في «المنظومة العالمية»، لذا فإن الدول الفقيرة لن تتبع مسار التحديث الذي تنبأ به روستو. رفضت نظرية التبعية وجهة نظر روستو، بحجة أن البلدان المتخلفة ليست محضَ نسخ بدائية من البلدان المتقدمة فحسب، بل تمتلك سمات وهياكل فريدة خاصة بها؛ والأهم من ذلك أنها الأعضاء الأضعف في اقتصاد السوق العالمي، لذا فهي غير قادرة على تغيير المنظومة.
تُعدّ «نظرية المنظومات العالمية» لإيمانويل واليرستاين النسخة من نظرية التبعية التي عمل بها معظم علماء الأنثروبولوجيا في أمريكا الشمالية. والواقع أن نظرياته تشبه نظرية التبعية، ولو أنه ركز بشكل أكبر على النظام باعتباره نظامًا، وركز على تطورات دول النواة المتقدمة دون الدول الهامشية. قدم واليرستاين أيضًا سردًا تاريخيًا عن تطور الرأسمالية الذي كان غائبًا في نظرية التبعية.